# Naples Power
Naples Power è il terzo album del gruppo musicale napoletano 'A67, pubblicato nel 2012.

## Descrizione
Il titolo del disco è in riferimento al Naples Power, scena musicale ispirata all'americano Black Power che negli anni '60 si imponeva a livello nazionale mescolando la tradizione melodica partenopea con il sound anglosassone, in particolare americana. Si tratta quindi di un disco di cover in viene recuperata l'idea dei maggiori rappresentanti di tale scena collaborando tra l'altro con James Senese, Edoardo Bennato, Raiz, 99 Posse, Tullio De Piscopo, Enzo Gragnaniello e Teresa De Sio.
Il singolo di lancio è Accusi va o' munno, feat. Edoardo Bennato alias Joe Sarnataro.
Allegato al disco vi è un libro di 64 pagine con testi inediti scritti per un progetto parallelo da importanti esponenti della letteratura contemporanea italiana come Roberto Saviano, Carlo Lucarelli, Pino Aprile e Valeria Parrella.
La copertina del disco è di Mimmo Paladino.

## Tracce
1. Naples Power – 2:42
2. Accussì va o' munno – 3:42
3. Pe' dispietto – 4:02
4. Viecchie, mugliere, muort'è criature – 4:14
5. Suddd – 4:34
6. Povera vita mia – 4:38
7. LU.CA. – 0:36
8. Vesuvio – 3:33
9. Signor censore – 3:34
10. Oggi non ho niente da dire – 3:46
11. Sacco e fuoco – 3:54
12. Tien A Men – 3:55
13. Stop Bajon – 3:55
14. A' camorra songh'io – 3:09

Durata totale: 50:14